# Peropteryx
Peropteryx és un gènere de ratpenats de la família dels embal·lonúrids.

## Taxonomia
- Ratpenat de sacs alars leucòpter (Peropteryx leucoptera)
- Ratpenat de sacs alars de Kappler (Peropteryx kappleri)
- P. pallidoptera
- Ratpenat de sacs alars petit (Peropteryx macrotis)
- P. trinitatis